# Peter Hinze
Peter Hinze (* 1960 in Duisburg) ist ein deutscher Kommunalpolitiker der SPD. Er ist Bürgermeister von Emmerich am Rhein.

## Werdegang

### Berufslaufbahn
Als Sohn eines Rheinschiffers hatte Hinze als Jugendlicher zunächst eine Hauptschule besucht. Später durchlief er den Zweiten Bildungsweg und wurde staatlich geprüfter Wirtschaftsinformatiker. Im Rahmen seiner Laufbahn als Berufssoldat bei der Bundeswehr war er Hauptmann der Luftwaffe und bis zum Jahr 2015 Dezernatsleiter in einer NATO-Dienststelle in Kalkar. Berufsbedingt lebte er seit 1991 in Emmerich.

### Parteikarriere
Hinze trat 1999 in die SPD ein. Hinze wurde 2003 Vorsitzender des Emmericher Stadtverbands dieser Partei, für die er 2004 in den Stadtrat einzog und stellvertretender Bürgermeister wurde. Dieses Amt hatte er bis 2012 inne, als er den Vorsitz seiner Fraktion im Stadtrat übernahm.

### Bürgermeisteramt
Bereits 2004 und 2009 war Hinze als Kandidat seiner Partei für das Bürgermeisteramt angetreten, jedoch beide Male dem Amtsinhaber Johannes Diks (CDU) klar unterlegen. Im dritten Anlauf wurde Hinze mit Unterstützung durch Bündnis 90/Die Grünen und Wähler der BGE im September 2015 zum Nachfolger von Johannes Diks gewählt. In der Stichwahl lag der Herausforderer mit 67,22 % zu 32,78 % deutlich vor dem Amtsinhaber, der letztendlich am Projekt Neumarkt als CDU-Bürgermeister scheiterte. Zum ersten Mal nach über 20 Jahren wurde somit wieder ein SPD-Politiker Bürgermeister von Emmerich.
Im ersten Jahr seiner Amtszeit schuf und besetzte Hinze die Stelle eines hauptamtlichen „Wirtschaftsförderers“ für die Stadt Emmerich, was er bereits bei seiner Vereidigung als eine seiner Prioritäten benannt hatte. Von Oktober 2018 bis Juli 2019 bekleidete er dieses Amt übergangsweise selbst. Peter Hinze stellt sich 2020 aus dem Amt heraus der Wiederwahl.

### Persönliches
Über die Region hinaus bekannt wurde Hinze durch Bekenntnisse zu seiner Homosexualität sowie zu sehr persönlichen Schwierigkeiten bis hin zu Suizidgedanken im Rahmen seines Coming-outs. Hinze gestand sich seine Homosexualität im Jahr 2004 ein, als er noch mit seiner damaligen Ehefrau und einem gemeinsamen Sohn zusammenlebte. Im September 2017 heiratete Hinze seinen jetzigen Ehemann. Für bundesweites Aufsehen sorgte, dass der Münsteraner Bischof Felix Genn den kirchlichen Segen verbot, nachdem der Pastor der katholischen Kirche in Wesel-Bislich diesen bereits zugesagt hatte.